# Dara Howell
Dara Howell (Huntsville, 23 agosto 1994) è una sciatrice freestyle canadese, specialista dello slopestyle.

## Biografia
In Coppa del Mondo ha esordito il 9 dicembre 2011 in una gara di halfpipe a Copper Mountain (10ª), mentre nello slopestyle ha ottenuto sia il primo podio, il 7 settembre 2012 a Ushuaia (3ª), sia la prima vittoria, il 21 dicembre 2013 a Copper Mountain.
In carriera ha partecipato a un'edizione dei Giochi olimpici invernali, Soči 2014, vincendo la medaglia d'oro nello slopestyle, e a una dei Campionati mondiali, Voss-Myrkdalen 2013, vincendo la medaglia d'argento nella medesima disciplina.

## Palmarès

### Olimpiadi
- 1 medaglia:
  - 1 oro (slopestyle a Soči 2014)

### Mondiali
- 1 medaglia:
  - 1 argento (slopestyle a Voss-Myrkdalen 2013)

### Coppa del Mondo
- Miglior piazzamento in classifica generale: 19ª nel 2014.
- 4 podi:
  - 1 vittoria
  - 2 secondi posti
  - 1 terzo posto

#### Coppa del Mondo - vittorie
| Data             | Luogo           | Paese       | Disciplina |
| ---------------- | --------------- | ----------- | ---------- |
| 21 dicembre 2013 | Copper Mountain | Stati Uniti | SS         |

Legenda:

SS = slopestyle